# インフィニティ・Q50
Q50は、日産自動車の高級車部門であるインフィニティによって製造・販売される高級乗用車である。また、インフィニティのエントリーモデルに設定された最初のハイブリッド車でもあるが、2019年モデルで廃止された。

## 概要
従来、4世代にわたり販売されていたインフィニティ・G（Q40）の後継車にあたる。新ネーミング戦略に伴い今モデルより、セダン（Q50）・クーペ（Q60）とで異なる車名を採用することになった。
デザインは、インフィニティが発表した2台のコンセプトカーがベースとなっている。エッセンスからは三日月カットのCピラー、深型ボディセクション、非対称なキャビンレイアウト、インテリア仕上げ、エーサリアからはヘッドライト、立体的なダブルアーチグリルとインテリア仕上げが引き継がれた 。2011年6月、中村史朗の下でジョエル・ペクがデザインした後、量産型Q50のデザインは凍結された。
2013年1月の北米国際オートショーでワールドプレミア。続いて、同年3月のジュネーブモーターショー、同年4月の上海モーターショーでも公開されたが、前者では欧州市場専用のディーゼルエンジン搭載車、後者では実車の発表のほか、中国市場専用のロングホイールベース仕様（英菲尼迪Q50L）を投入する予定があることも発表。後者は数ある出品車の中からもっとも魅力的なモデルとして「ベスト・チャイニーズ・プレミア賞」を受賞している。尚、Q50Lは栃木工場ではなく、東風日産襄陽工場で生産される。
2019年、日本国内でもインパルを通して販売を開始。ベースは北米仕様車で灯火類などを国内の法規に合わせての販売となる。

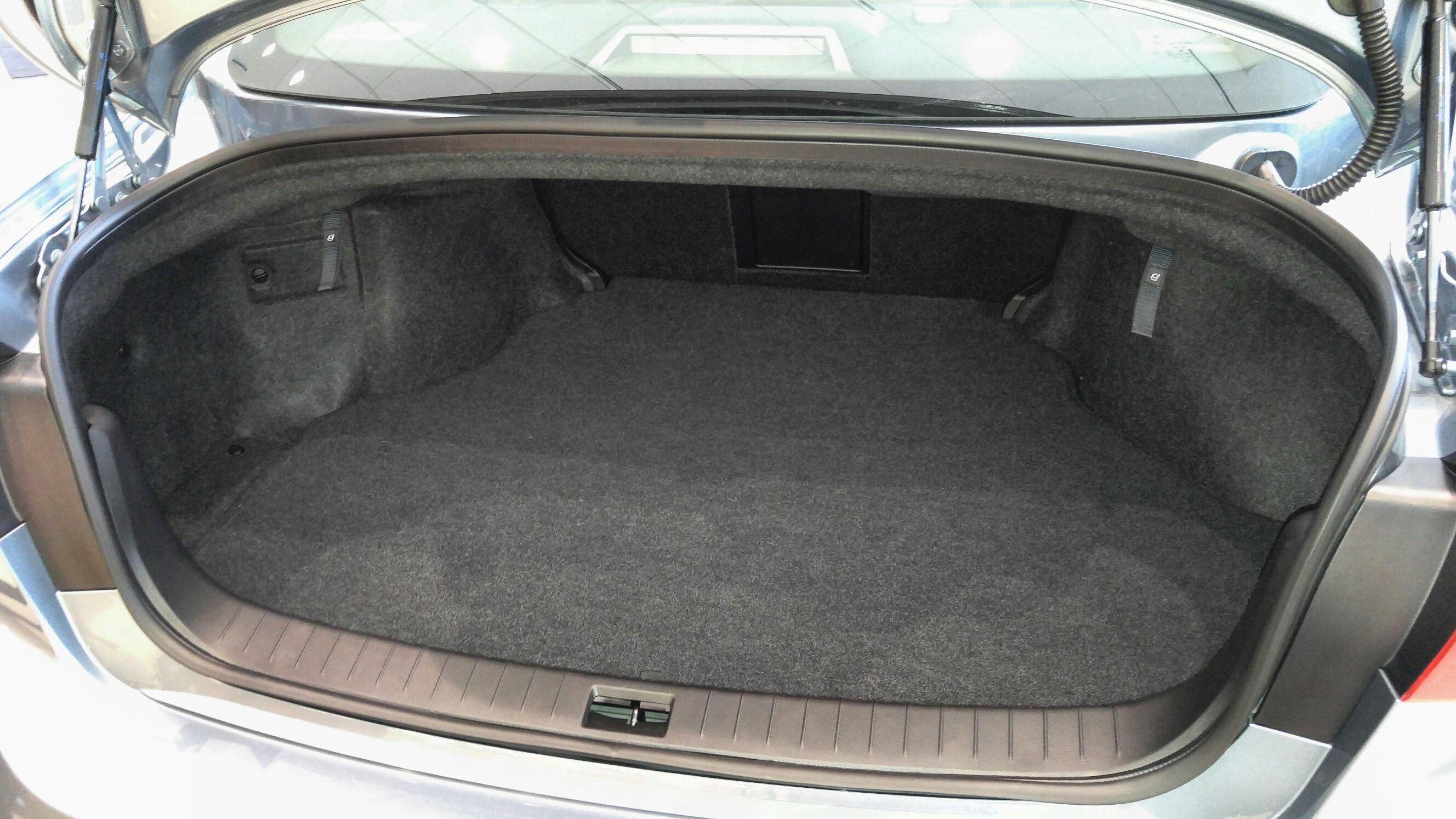
2.2dのトランクルーム
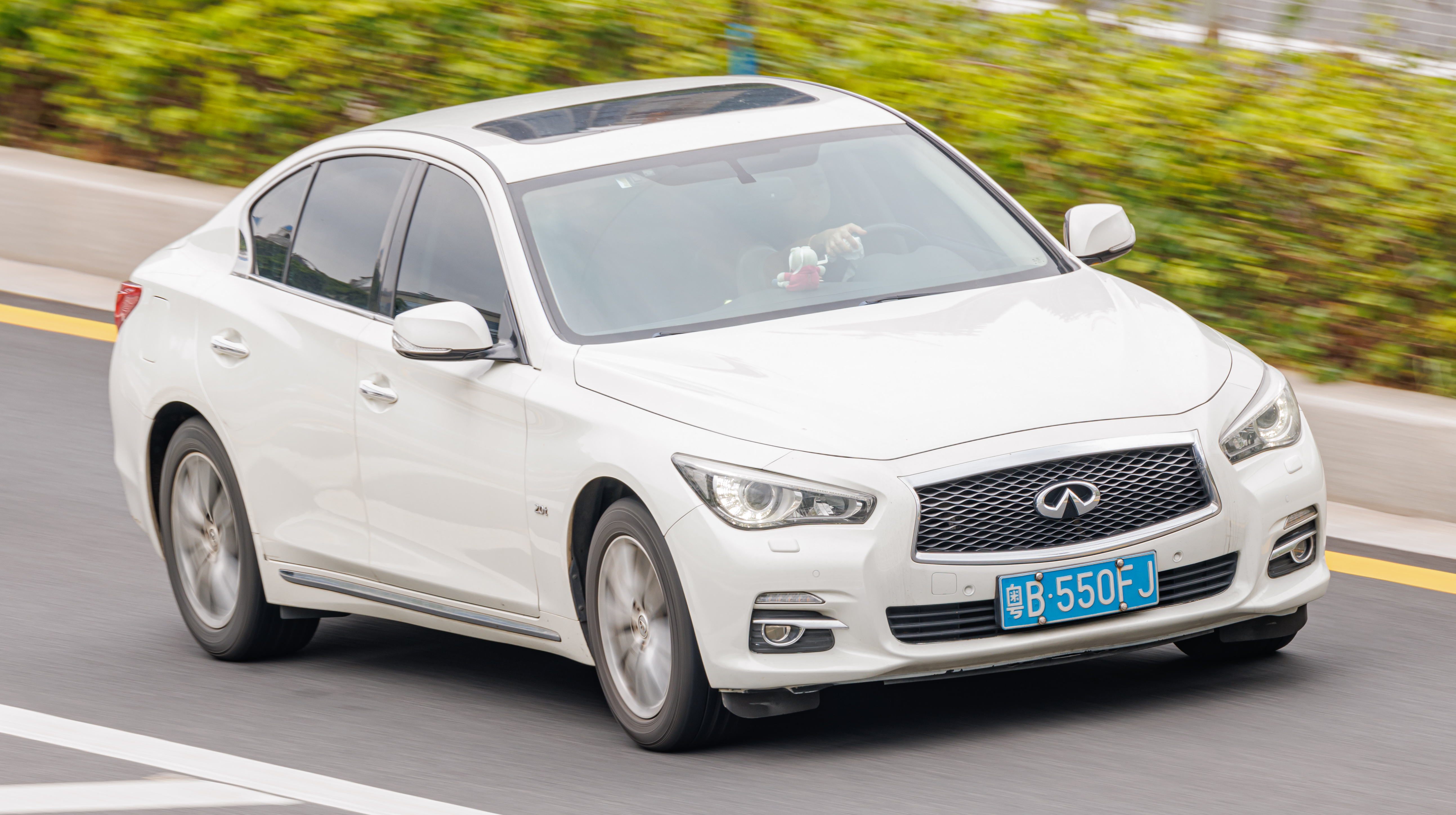
中国仕様　Q50L　フロント
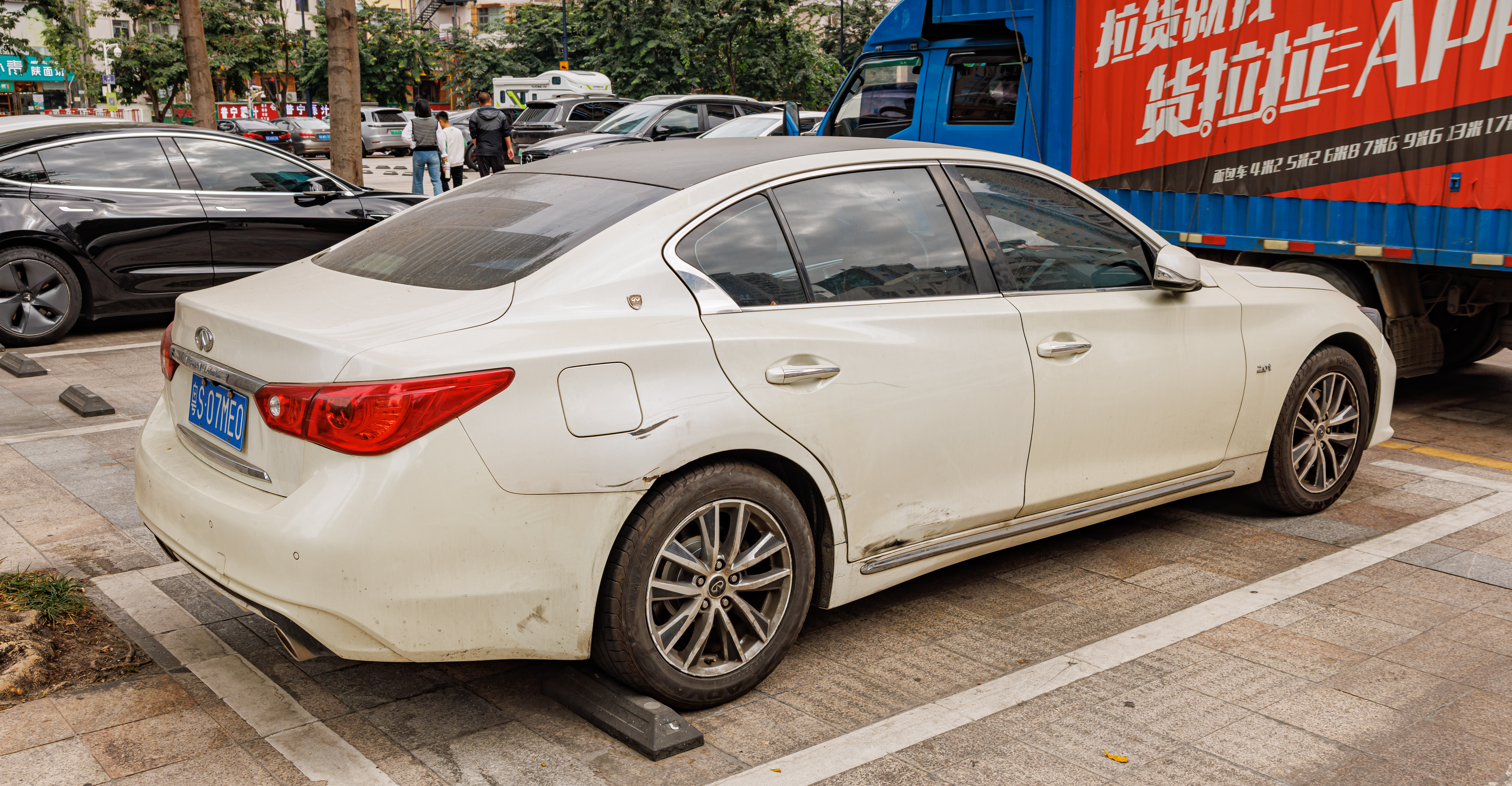
中国仕様　Q50L　サイド
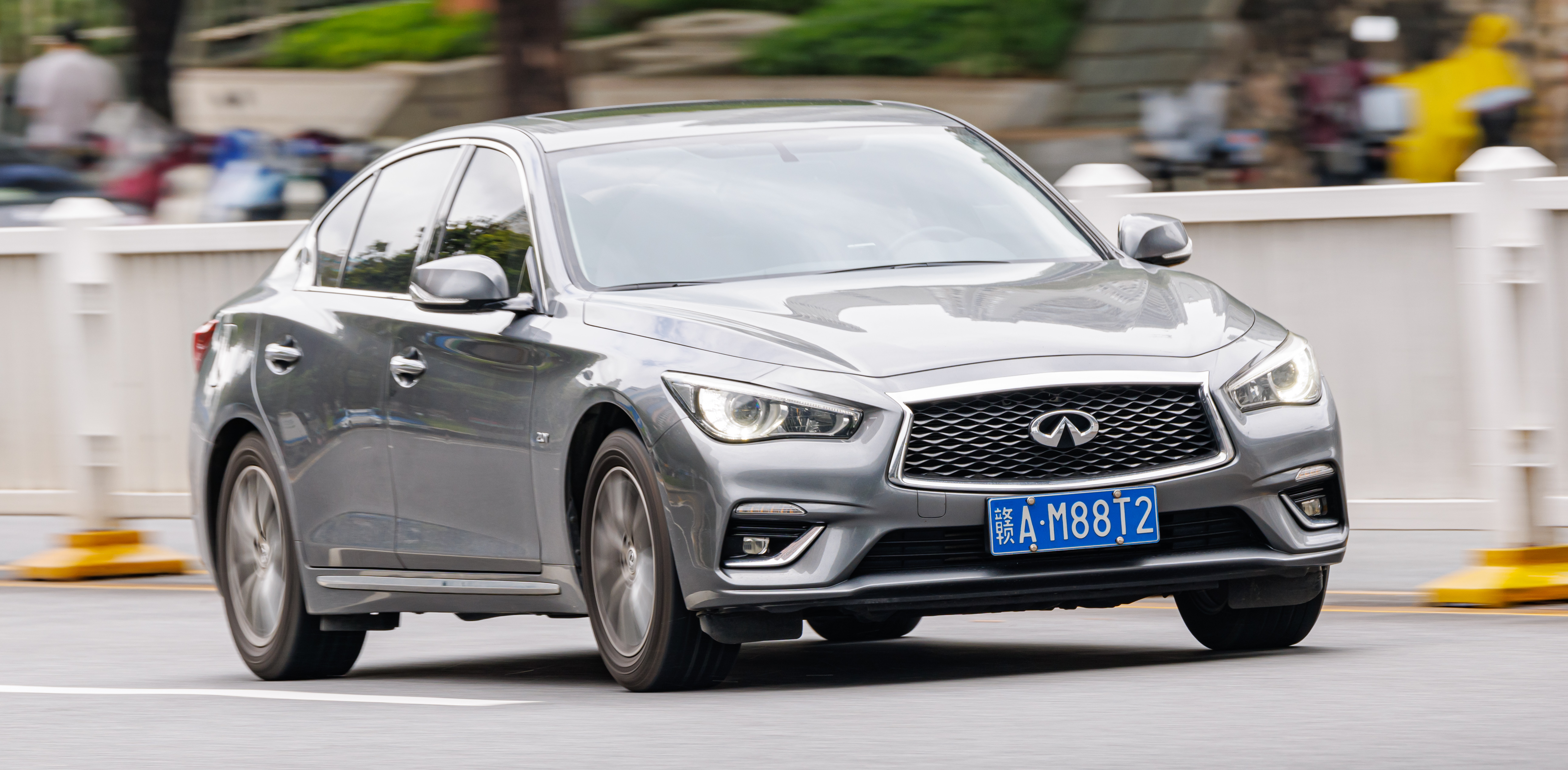
中国仕様　Q50L 改良型　フロント
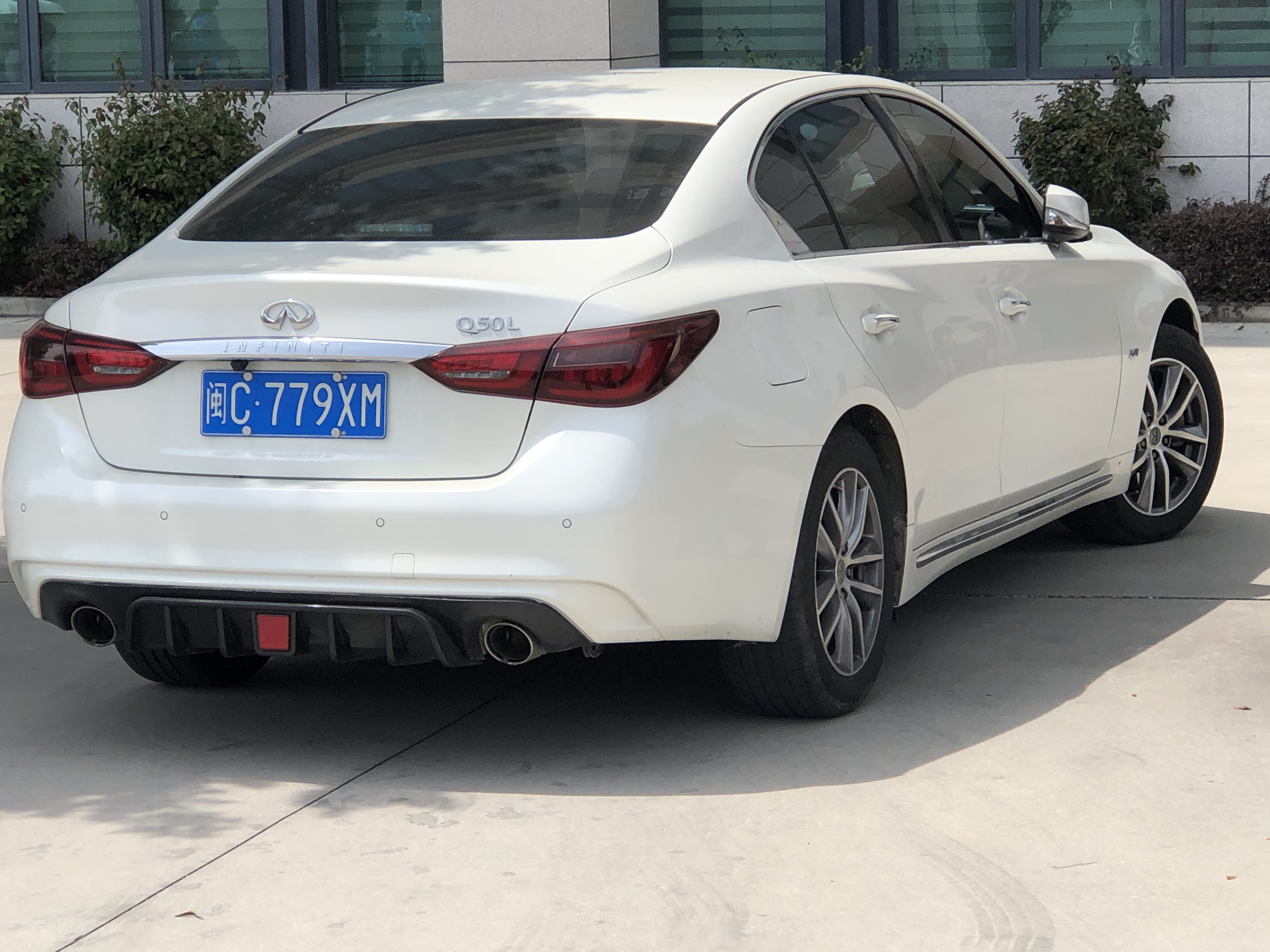
中国仕様　Q50L 改良型　リヤ
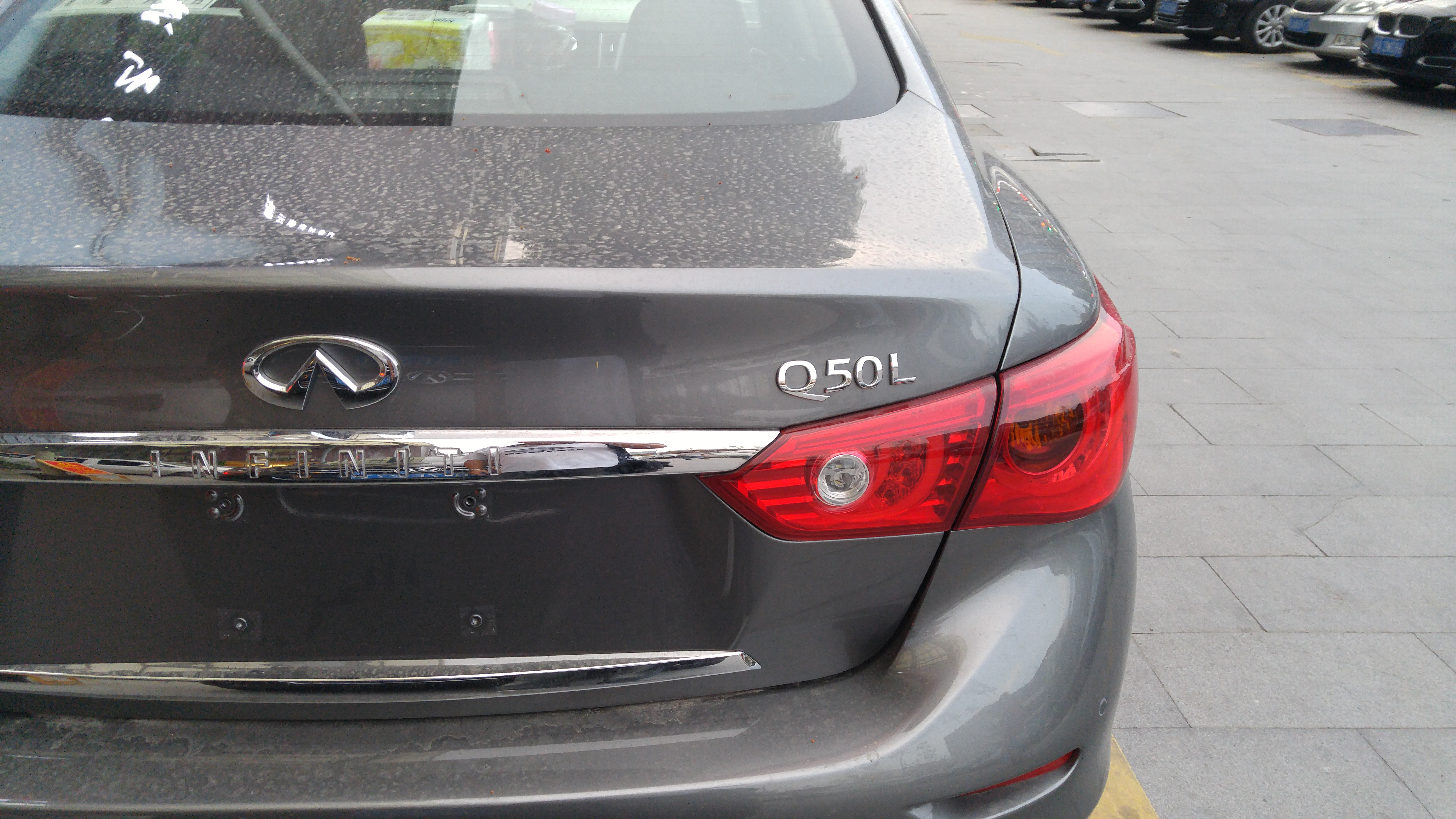
中国仕様　Q50L　エンブレム　（Q50L）
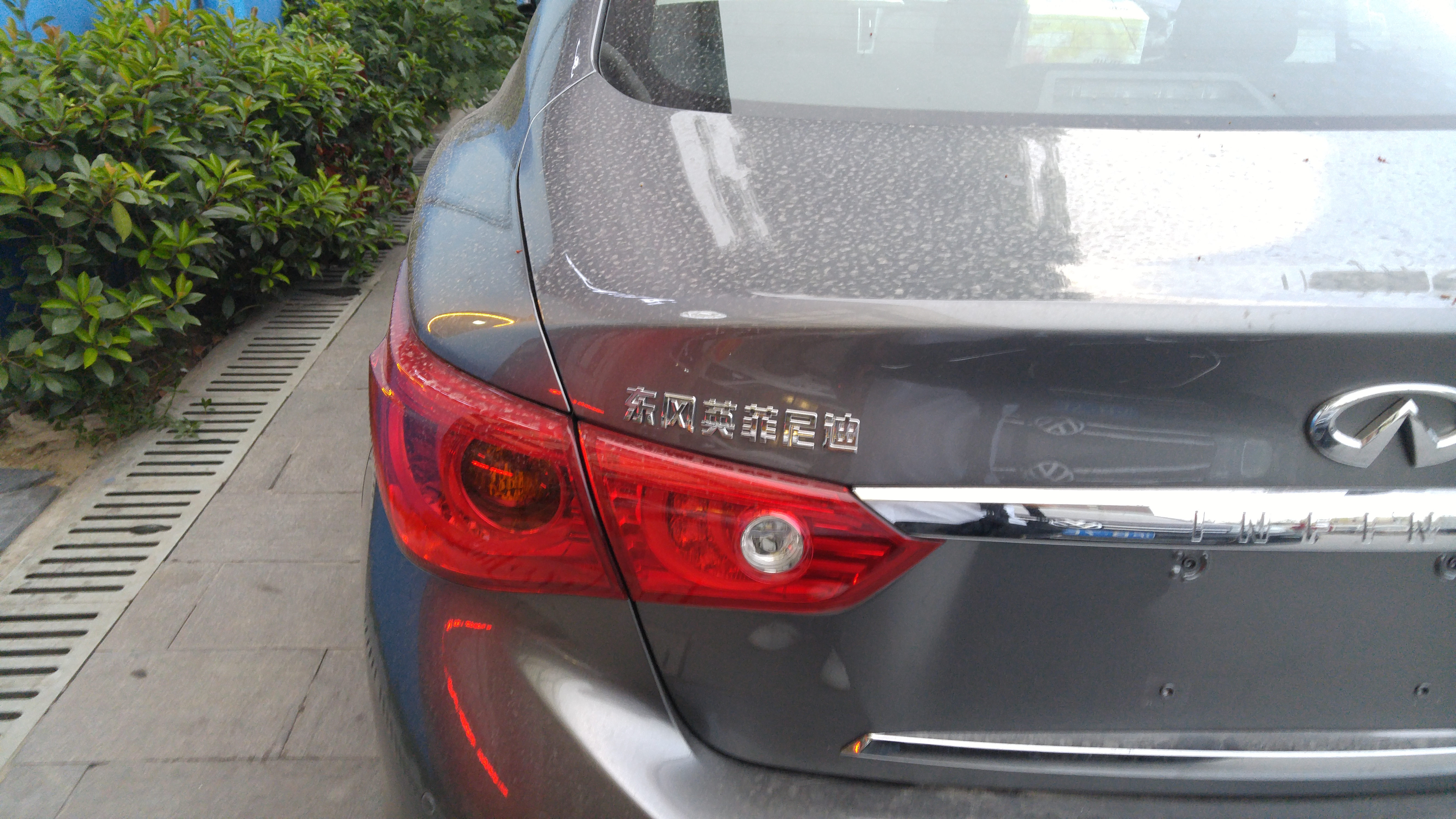
中国仕様　Q50L　エンブレム　（東風英菲尼迪）

## パワートレイン
パワーユニットはGセダンからキャリーオーバーされるVQ37VHRに加え、フーガハイブリッドやM35hで採用済のVQ35HRにモーターを加えた1モーター2クラッチ方式のハイブリッド、メルセデス・ベンツと共同開発した新設計の直4・2.2LターボディーゼルのOM651、メルセデス・ベンツ主導開発で日産がチューニングを施した直4・2.0L直噴ターボのM274（274930→274A）を各市場に応じて用意。これらの2.2Lディーゼルと2.0L直噴ターボは、ルノー＝日産アライアンスとダイムラーとのアライアンスの2例目の成果となる。
なお、OM651ディーゼルエンジン搭載車両は尿素SCRシステムを搭載する関係上、トランクの高さ方向が狭まり、容量が著しく減る。
2016年半ばには新開発のV6 3.0L直噴ツインターボのVR30DDTTエンジンを搭載したグレードを追加。
| モデル                                    | 販売期間         | エンジン                                                        | トランスミッション | 最高出力                                   | 最大トルク                             | 0–100 km/h (0–62 mph) 加速 |                  |
| ガソリンエンジン                          | ガソリンエンジン | ガソリンエンジン                                                | ガソリンエンジン   | ガソリンエンジン                           | ガソリンエンジン                       | ガソリンエンジン           | ガソリンエンジン |
| ----------------------------------------- | ---------------- | --------------------------------------------------------------- | ------------------ | ------------------------------------------ | -------------------------------------- | -------------------------- | ---------------- |
| 3.7 3.7 AWD                               | 2014–2015        | 3,696 cc (226 cu in) V6 VQ37VHR                                 | 7速 7R01 AT        | 333 PS (245 kW; 328 hp) at 7,000 rpm       | 365 N⋅m (269 lb⋅ft) at 5,200 rpm       | 5.5s (RWD) 5.8s (AWD)      |                  |
| 2.0t 2.0t AWD                             | 2016–2019        | 1,991 cc (121 cu in) I4 ターボ メルセデス・ベンツ M274 DE 20 AL | 7速 7G-TRONIC AT   | 211 PS (155 kW; 208 hp) at 5,500 rpm       | 350 N⋅m (258 lb⋅ft) at 1,250–3,500 rpm | 7.2s                       |                  |
| 3.0t 3.0t AWD                             | 2016-現在        | 2,997 cc (183 cu in) V6 VR30DDTT                                | 7速 7R01 AT        | 304 PS (224 kW; 300 hp) at 6,400 rpm       | 400 N⋅m (295 lb⋅ft) at 1,600–5,200 rpm | 5.2s                       |                  |
| 3.0t Red Sport 400 3.0t Red Sport 400 AWD | 2016-現在        | 2,997 cc (183 cu in) V6 VR30DDTT                                | 7速 7R01 AT        | 406 PS (299 kW; 400 hp) at 6,400 rpm       | 475 N⋅m (350 lb⋅ft) at 1,600–5,200 rpm | 5.1s                       |                  |
| ハイブリッド                              |                  |                                                                 |                    |                                            |                                        |                            |                  |
| Hybrid Hybrid AWD                         | 2014–2018        | 3,498 cc (213 cu in) V6 VQ35HR                                  | 7速 7R01 AT        | 306 PS (225 kW; 302 hp) at 6,800 rpm       | 350 N⋅m (258 lb⋅ft) at 5,000 rpm       | 5.1s (RWD) 5.4s (AWD)      |                  |
| Hybrid Hybrid AWD                         | 2014–2018        | Nissan HM34 (電動機)                                            | 7速 7R01 AT        | 68 PS (50 kW; 67 hp) at 1,650–2,000 rpm    | 290 N⋅m (214 lb⋅ft) at 1,650 rpm       | 5.1s (RWD) 5.4s (AWD)      |                  |
| Hybrid Hybrid AWD                         | 2014–2018        | 複合                                                            | 7速 7R01 AT        | 364 PS (268 kW; 359 hp)                    | 546 N⋅m (403 lb⋅ft)                    | 5.1s (RWD) 5.4s (AWD)      |                  |
| ディーゼル                                |                  |                                                                 |                    |                                            |                                        |                            |                  |
| 2.2d                                      | 2014–2016        | 2,143 cc (131 cu in) I4 ターボ メルセデス・ベンツ OM651 22 LA   | 7速 7G-TRONIC AT   | 170 PS (125 kW; 168 hp) at 3,200–4,000 rpm | 400 N⋅m (295 lb⋅ft) at 1,600–2,800 rpm | 8.5s/8.7s                  |                  |

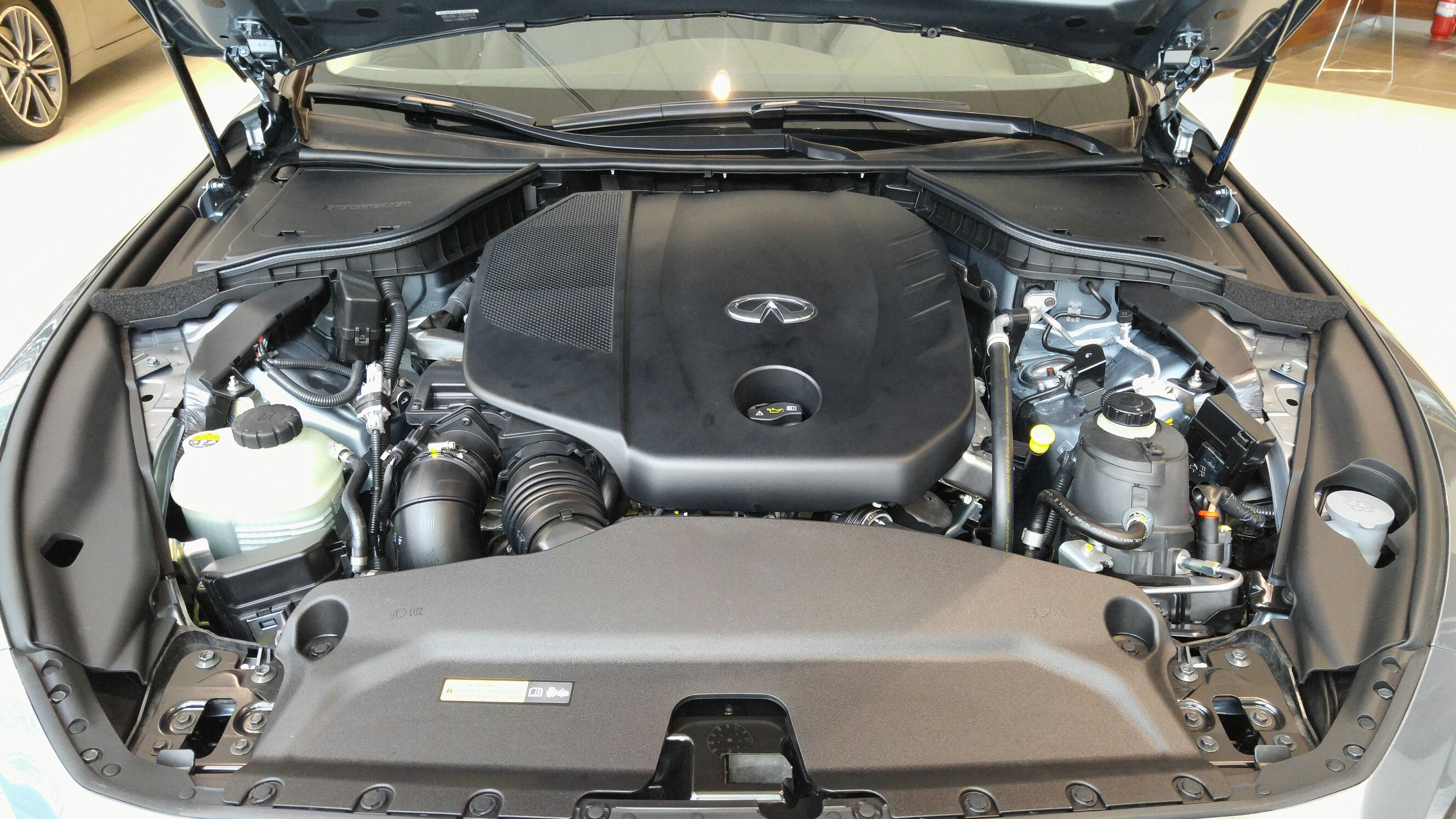
2.2dに搭載されるOM651型ディーゼルエンジン
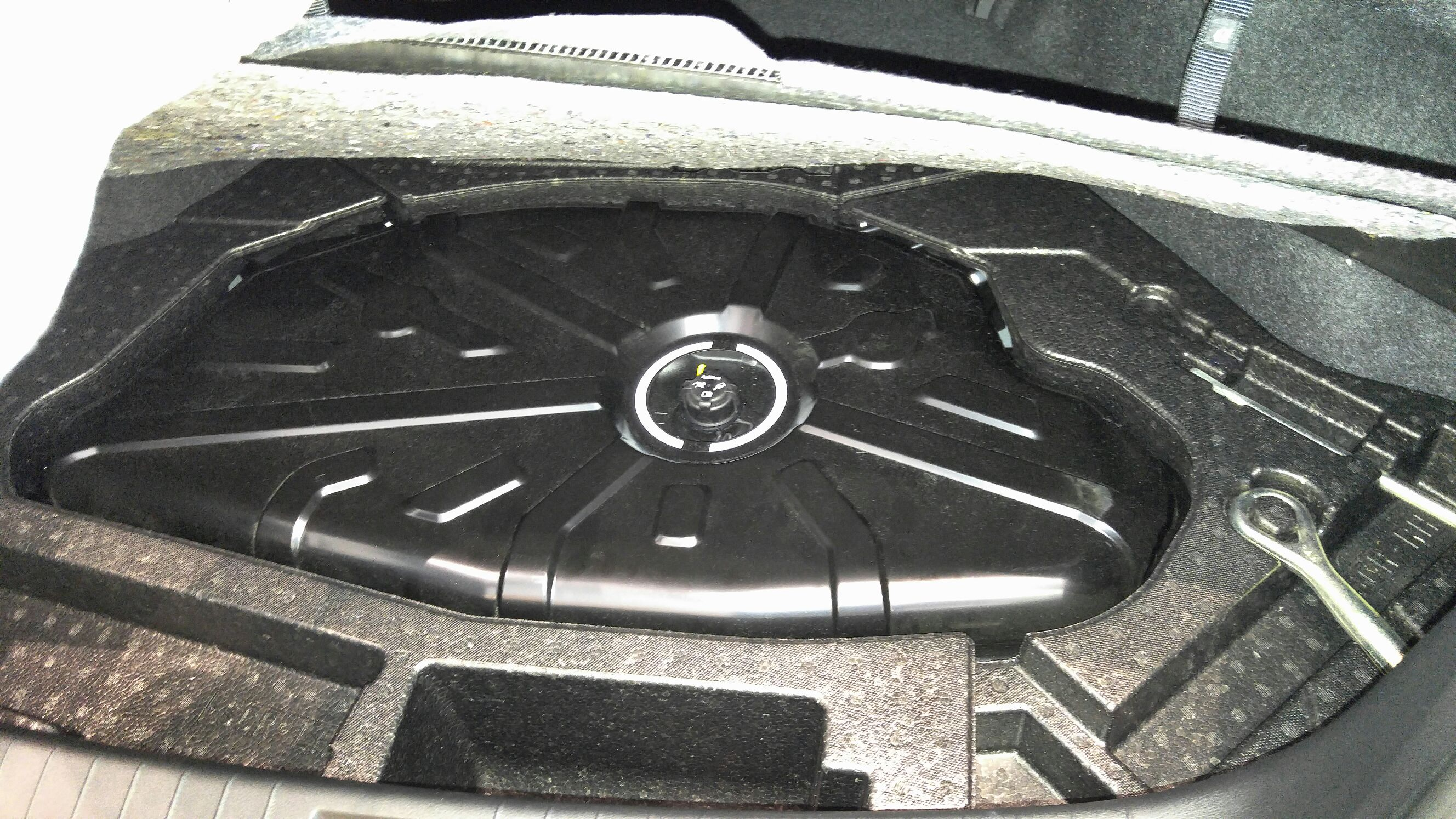
2.2dのトランクルーム底面にある尿素タンク
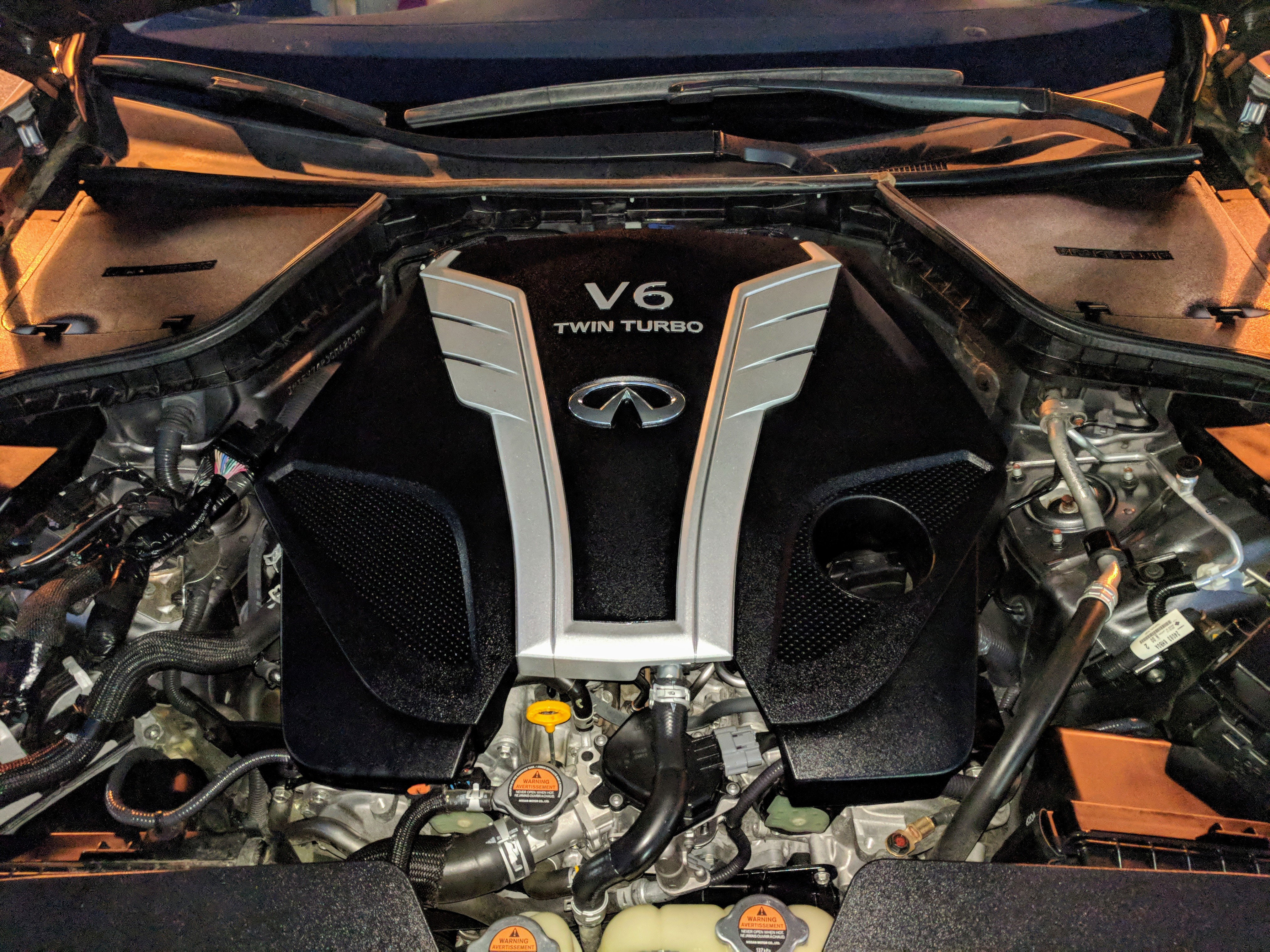
3.0tに搭載されるVR30DDTTエンジン

## 歴史

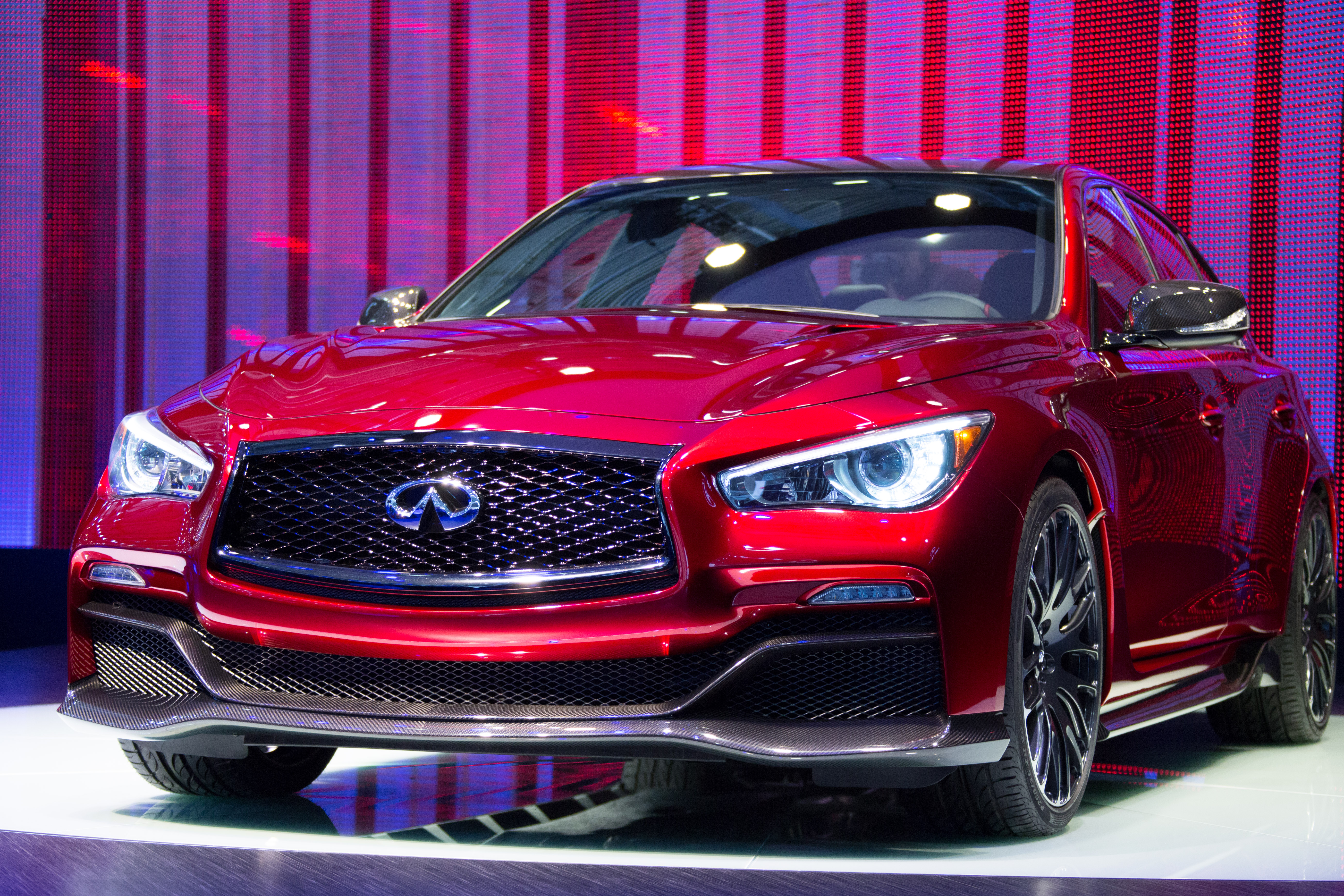
Q50 Eau Rouge

2013年5月14日、栃木工場でオフライン式を開催。同年夏の米国を皮切りに、欧州、中国などグローバルに発売を開始する予定と発表した。
2013年8月5日、アメリカ合衆国で発売開始。なお、インフィニティUSAは同時にG37セダンも2015年半ばまで販売を続けると発表した。
2013年11月11日、日本でV37型 日産・スカイラインとして発表された。外観上の違いはリヤにインフィニティマークとQ50のロゴが付かず、ガーニッシュ上に「SKYLINE」のロゴが配される程度、内装はステアリング位置が右側になり、メーターレイアウトが若干異なる以外は、ほぼ同じである。2015年12月の一部仕様向上でリア側にもインフィニティマークが装着されるようになった。なお、スカイラインは発売当初はVQ35HR+モーターを採用した1モーター2クラッチ方式の「ハイブリッド」のみだったが、2014年5月26日に直4・2.0L直噴ターボ車の追加を発表し、6月5日から販売された。なお、日本向けにはディーゼル搭載車は設定されていない。
2014年2月、オーストラリア仕様が発売、2.2L ディーゼルと3.5 Lガソリンハイブリッドが設定された。
2014年12月22日、韓国にて「韓国カー・オブ・ザ・イヤー2015」を受賞。日本車の受賞は、一昨年のトヨタ・カムリに続いて2度目。
2016年9月、パリモーターショーにて様々な改良が施された2017年モデルが発表された。
2019年7月、日本仕様であるスカイラインが大幅改良を機に日産ブランドに回帰したため、外観面で再び袂を分かつことになった。

## グレード展開
2016年6月現在、世界の様々な国で販売されるが、ここでは欧米主要国ならびにアジア/オセアニア市場で用意されているグレード(装備レベル)一覧を掲載。参考として、日本市場のみで販売される日産・スカイラインのグレード一覧も併記している。
| 販売国   | アメリカ                              | カナダ                      | フランス       | ドイツ                   | ロシア                                      | オーストラリア           | 韓国               | 日本 （スカイライン）                            |
| -------- | ------------------------------------- | --------------------------- | -------------- | ------------------------ | ------------------------------------------- | ------------------------ | ------------------ | ------------------------------------------------ |
| グレード | Q50 3.7/3.7 AWD                       | Q50 3.7/3.7 AWD             | Q50 2.2D 6MT   | Q50 2.2D 6MT             | Q50 2.0 RWD Base                            | Q50 2.0t GT              | Q50 2.2d Premium   | 200 GT-t                                         |
| グレード | Q50 3.7 PREMIUM/3.7 AWD PREMIUM       | Q50 3.7 SPORT/3.7 SPORT AWD | Q50 2.2D 7AT   | Q50 2.2D 7AT             | Q50 2.0 RWD Elegance/2.0 RWD Elegance +Navi | Q50 2.0t S               | Q50 2.2d Exclusive | 200GT-t タイプP                                  |
| グレード | Q50S 3.7/3.7 AWD                      | Q50 HYBRID AWD              | Q50 2.0T BVA   | Q50 2.0T AT              | Q50 2.0 RWD Premium/2.0 RWD Premium +Navi   | Q50 2.0t S Premium       | Q50S Hybrid        | 200GT-t タイプSP                                 |
| グレード | Q50 HYBRID PREMIUM/HYBRID AWD PREMIUM |                             | Q50 HYBRID     | Q50 HYBRID AWD           | Q50 2.0 RWD Elite                           | Q50 2.2d GT              |                    | 350GT HYBRID/350GT FOUR HYBRID                   |
| グレード | Q50S HYBRID                           |                             | Q50 HYBRID AWD | Q50 HYBRID               | Q50 2.0 RWD GT                              | Q50 2.2d S               |                    | 350GT HYBRID タイプP/350GT FOUR HYBRID タイプP   |
| グレード |                                       |                             |                |                          | Q50 2.0 RWD Hi-Tech/Hi-Tech+                | Q50 2.2d S Premium       |                    | 350GT HYBRID タイプSP/350GT FOUR HYBRID タイプSP |
| グレード |                                       |                             |                |                          | Q50 3.5 HEV Sport/3.5 HEV Sport +Navi       | Q50 3.5 Hybrid S         |                    |                                                  |
| グレード |                                       |                             |                |                          | Q50 3.5 HEV Hi-Tech                         | Q50 3.5 Hybrid S Premium |                    |                                                  |
| グレード |                                       |                             |                | Q50 3.5 HEV AWD Hi-Tech+ |                                             |                          |                    |                                                  |

## モータースポーツ

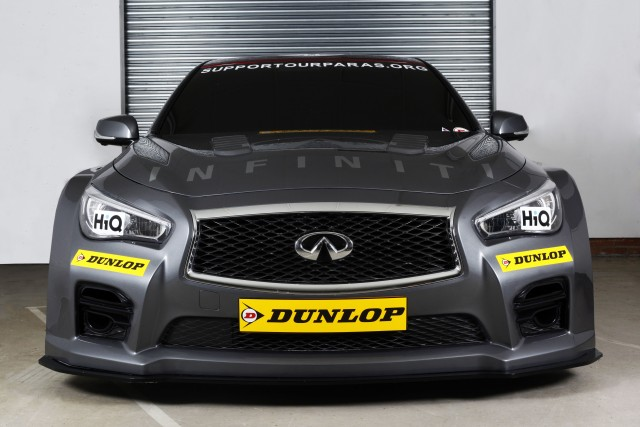
BTCC NGTC Spec Infiniti Q50

NGTC規定のBTCC（イギリスツーリングカー選手権）において、インディペンデント（独立系）チームのレーザー・ツールズ・レーシングが運用している。
2014年10月16日、インフィニティQ50が2015年シーズンのイギリスツーリングカー選手権にSupport our Parasの旗印で参戦することが発表された。 当時、PROモータースポーツは、リチャード・ホーケンと、PROモータースポーツチーム代表のデレク・パーマー・シニアの息子であるデレク・パーマー・ジュニアがドライブする2台のマシンをチャンピオンシップに投入すると発表した。 レースを通じて慈善団体「Support Our Paras through racing」を支援し、負傷した空挺部隊員を育成、訓練し、レースランクを卒業させてInfiniti Support Our Paras Racingのマシンを操縦させるという長期的な目標を掲げた。
非ワークスながら2020・2021年にアシュリー・サットンがドライバーズチャンピオンを獲得した。